# Monségur, Pyrénées-Atlantiques
Monségur är en kommun i departementet Pyrénées-Atlantiques i regionen Nouvelle-Aquitaine i sydvästra Frankrike. Kommunen ligger i kantonen Montaner som tillhör arrondissementet Pau. År 2022 hade Monségur 134 invånare.

## Befolkningsutveckling
Antalet invånare i kommunen Monségur
| Referens: INSEE |